# Atala-Campagnolo

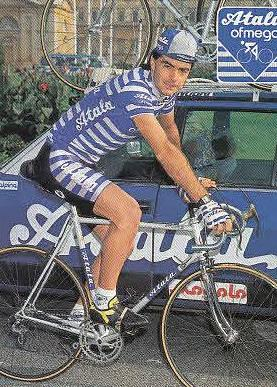
Claudio Vandelli im Teamtrikot 1988

Atala-Campagnolo oder Atala-Ofmega war ein italienisches Radsportteam, das von 1982 bis 1989 bestand.

## Geschichte
Das Team wurde 1982 von Franco Cribiori aus Teilen des Teams Magniflex gegründet. Im ersten Jahr wurde neben den Siegen zweite Plätze bei Paris-Tours, der Coppa Sabatini, der Trofea Pantalica und der Trofeo Laigueglia sowie Platz 11 bei der Tour de Suisse. Im zweiten Jahr wurden zweite Plätze bei Col San Martino, beim Giro dell’Etna, Giro di Sardegna, vierte Plätze beim Grand Prix de Monaco, bei Mailand-Turin. Platz 7 bei Gent-Wevelgem und Platz 10 beim Giro d’Italia und Platz 11 bei der Tour de Suisse erreicht. 1984 konnte neben den Siegen zweite Plätze bei der Coppa Sabatini, beim Giro del Veneto, dritte Plätze bei der Tour de Suisse, der Meisterschaft von Zürich, bei Gent-Wevelgem, der Trofeo Baracchi, Platz 4 bei Paris-Tours sowie elfte Plätze bei der Tour de Romandie und beim Giro d’Italia erzielt werden. 1985 wurde Platz 2 bei der Ruota d’Oro, dritte Plätze bei Mailand-Turin, beim Giro del Trentino, Paris-Brüssel, Tre Valli Varesine darüber hinaus Platz 7 bei der Meisterschaft von Zürich, Platz 8 bei Mailand-Sanremo und Platz 18 beim Giro d’Italia erreicht. Im Folgejahr erkämpfte sich das Team neben den Siegen zweite Plätze beim Giro del Lazio, bei der Tre Valli Varesine, der Trofeo Matteotti, der Trofeo Laigueglia, dritte Plätze beim Giro del Veneto, beim GP Industria & Commercio di Prato und fünfte Plätze bei der Coppa Placci und bei Paris–Brüssel. 1987 belegte das Team Platz 2 bei Tirreno-Adriatico, dritte Plätze bei der Coppa Placci, beim Giro di Puglia, bei Firenze–Pistoia und beim Gran Premio Industria & Artigianato und Platz 5 bei Mailand-Sanremo. 1988 wurden Platz 2 beim Giro dell’Etna, dritte Plätze beim Giro dell’Umbria und bei Rund um den Henninger Turm, Platz 6 bei Mailand-Sanremo sowie Platz 10 beim Giro d’Italia und der Flandern-Rundfahrt erzielt. 1989 konnte das Team zwar keine Siege erringen gleichwohl wurden zweite Plätze bei der Trofeo Laigueglia, bei Nizza–Alassio, der Trofeo Matteotti, sowie Platz 6 bei Mailand-Sanremo und Platz 11 bei der Tour de Suisse erreichen. Nach der Saison 1989 löste sich das Team auf.

## Erfolge
1982
- drei Etappen Giro d’Italia
- zwei Etappen Tour de Suisse
- Giro dell’Emilia
- Giro del Veneto
- Tre Valli Varesine
- eine Etappe Giro di Puglia
- eine Etappe Giro di Sardegna
- eine Etappe Giro del Trentino
- Italienischer Meister – Straßenrennen

1983
- drei Etappen Giro d’Italia
- zwei Etappen Tour de Suisse
- Gesamtwertung und drei Etappen Giro di Puglia
- eine Etappe Giro del Trentino
- eine Etappe Giro di Sardegna
- eine Etappe Giro della Provincia di Reggio Calabria

1984
- vier Etappen und  Punktewertung Giro d’Italia
- Giro dell’Emilia
- Giro di Romagna
- Tre Valli Varesine
- Gran Premio Industria e Commercio di Prato

1985
- vier Etappen Giro d’Italia
- eine Etappe Tour de Suisse
- eine Etappe Giro del Trentino
- eine Etappe Settimana Internazionale Coppi e Bartali
- eine Etappe Giro di Puglia
- Trofeo Matteotti
- Giro della Toscana
- Gran Premio Industria e Commercio di Prato
- Grosser Preis des Kantons Aargau
- Gran Premio della Liberazione
- Gran Premio Industria & Artigianato
- Nizza–Alassio
- Berner Rundfahrt

1986
- eine Etappe Giro d’Italia
- eine Etappe Tour de Suisse
- Giro dell’Appennino
- Gran Piemonte
- Grand Prix Pino Cerami
- Millemetri del Corso di Mestre
- Giro del Friuli
- eine Etappe Schweden-Rundfahrt

1987
- drei Etappen Giro d’Italia
- eine Etappe Tour de Suisse
- Nizza–Alassio
- Giro dell’Appennino
- eine Etappe Giro di Puglia
- eine Etappe Giro del Trentino
- Coppa Sabatini
- eine Etappe Settimana Internazionale Coppi e Bartali
- Giro di Romagna
- Gran Premio Città di Camaiore
- Noto Chrono

1988
- eine Etappe Giro d’Italia
- GP Lugano

## Wichtige Platzierungen
| Grand Tour        | 1982 | 1983 | 1984 | 1985 | 1986 | 1987 | 1988 | 1989 |
| ----------------- | ---- | ---- | ---- | ---- | ---- | ---- | ---- | ---- |
| Giro d’ItaliaGiro | 33   | 10   | 11   | 18   | 41   | 63   | 10   | 85   |

| Monument                 | 1982 | 1983 | 1984 | 1985 | 1986 | 1987 | 1988 | 1989 |
| ------------------------ | ---- | ---- | ---- | ---- | ---- | ---- | ---- | ---- |
| Mailand–Sanremo          | 10   | 45   | 24   | 8    | 27   | 5    | 6    | 6    |
| Flandern-Rundfahrt       | –    | –    | 33   | –    | 30   | 20   | 10   | –    |
| Paris–Roubaix            | –    | 25   | 29   | –    | 13   | –    | 47   | –    |
| Lüttich–Bastogne–Lüttich | –    | –    | –    | –    | –    | –    | –    | 16   |
| Lombardei-Rundfahrt      | 41   | 19   | 11   | 22   | 15   | 25   | 24   | 34   |

## Bekannte Fahrer
- Urs Freuler (1982–1987)
- Paolo Rosola (1982–1983)
- Wladimiro Panizza (1983–1984)
- Gerhard Zadrobilek (1984–1985)
- Gianni Bugno (1985–1987)
- Marco Vitali (1987–1989)
- Silvio Martinello (1988–1989)